# Tunnel of Love Express
Tunnel of Love Express fue una gira musical del músico estadounidense Bruce Springsteen y The E Street Band. La gira, que tuvo lugar por Norteamérica y Europa entre febrero y agosto de 1988, fue la última gira de Springsteen con la E Street Band en 11 años, y sirvió de promoción del álbum Tunnel of Love. Considerablemente corta en comparación con otras giras del músico, incluyó conciertos en estadiso cubiertos en los Estados Unidos y en estadios en Europa, con un concierto histórico en Alemania Oriental antes de la caída del Muro de Berlín.
Tras el éxito de la gira Born in the U.S.A. Tour, Tunnel of Love Express incluyó modificaciones con respecto a anteriores giras. Los conciertos comenzaron con una entrada teatral, la banda incluyó una sección de vientos, los miembros del grupo fueron reorganizados con respecto a sus posiciones originales en el escenario, y la espontaneidad musical se mantuvo al mínimo. Las listas de canciones, a diferencia de giras previas, fueron también muy estáticas, con escasos cambios, y parte de los mayores éxitos de Springsteen fueron omitidos. En su lugar, la gira incluyó canciones menos conocidas del catálogo musical de Springsteen, así como caras B de sencillos, descartes y versiones de otros artistas. No obstante, la reacción crítica fue generalmente favorable, salvo algunas reseñas mixtas.
La banda incluyó también a la corista Patti Scialfa, generalmente con una presencia dominante en el centro del escenario. Esta situación dio pie a especulaciones sobre problemas en el matrimonio de Springsteen con Julianne Phillips que se confirmaron posteriormente con su separación oficial. Poco después, Springsteen y Scialfa contrajeron matrimonio, y el músico abandonó la E Street Band durante once años.

## Itinerario
La gira comenzó cuatro meses después del lanzamiento de Tunnel of Love, un álbum de estudio con unas ventas ligeramente inferiores a su predecesor, Born in the U.S.A., y que brindó un sencillo de éxito, «Brilliant Disguise». A diferencia de anteriores trabajos, Springsteen grabó Tunnel of Love solo, con partes añadidas posteriormente por la E Street Band. De hecho, Springsteen y el grupo habían comenzado a separarse durante los dos o tres últimos años, apenas hablando entre sí.
En un principio, Springsteen consideró salir de gira en solitario, y su compañía de representación había reservado provisionalmente salas en varias localidades del país. Sin embargo, finalmente decidió ir en contra de ese planteamiento, sintiendo que el tono de la gira sería demasiado sombrío.
La gira fue oficialmente anunciada el 6 de enero de 1988. Una de las pocas giras oficialmente nombradas, el apodo de «Express» surgió debido a su corta duración, casi la mitad de una gira habitual en Springsteen, y sus cortas estancias en diferentes localidades, generalmente de una a dos noches.
La etapa norteamericana tuvo lugar en estadios cubiertos y comenzó el 25 de febrero de 1988 en el Woncester Centrum. La etapa incluyó cinco conciertos consecutivos en el Los Angeles Sports Arena y en el Madison Square Garden de Nueva York, y finalizó el 23 de mayo. La etapa europea comenzó el 11 de junio en Turín, Italia, e incluyó 23 conciertos en estadios, concluyendo el 3 de agosto en el Camp Nou de Barcelona, España. 
La gira fue la primera en la que Springsteen no tocó en su Estado natal de Nueva Jersey, a pesar de las especulaciones sobre posibles fechas una vez finalizada la segunda y última etapa de la gira.

## Canciones
Fuente:

## Fechas
| Fecha                 | Ciudad                          | País                | Escenario                 |
| Norteamérica          | Norteamérica                    | Norteamérica        | Norteamérica              |
| --------------------- | ------------------------------- | ------------------- | ------------------------- |
| 25 de febrero de 1988 | Worcester, Massachusetts        | Estados Unidos      | The Centrum               |
| 28 de febrero de 1988 | Worcester, Massachusetts        | Estados Unidos      | The Centrum               |
| 29 de febrero de 1988 | Worcester, Massachusetts        | Estados Unidos      | The Centrum               |
| 3 de marzo de 1988    | Chapel Hill, Carolina del Norte | Estados Unidos      | Dean Smith Center         |
| 4 de marzo de 1988    | Chapel Hill, Carolina del Norte | Estados Unidos      | Dean Smith Center         |
| 8 de marzo de 1988    | Philadelphia, Pennsylvania      | Estados Unidos      | The Spectrum              |
| 9 de marzo de 1988    | Philadelphia, Pennsylvania      | Estados Unidos      | The Spectrum              |
| 13 de marzo de 1988   | Richfield, Ohio                 | Estados Unidos      | Richfield Coliseum        |
| 14 de marzo de 1988   | Richfield, Ohio                 | Estados Unidos      | Richfield Coliseum        |
| 16 de marzo de 1988   | Rosemont, Illinois              | Estados Unidos      | Rosemont Horizon          |
| 17 de marzo de 1988   | Rosemont, Illinois              | Estados Unidos      | Rosemont Horizon          |
| 20 de marzo de 1988   | Pittsburgh, Pensilvania         | Estados Unidos      | Civic Arena               |
| 22 de marzo de 1988   | Atlanta, Georgia                | Estados Unidos      | The Omni                  |
| 23 de marzo de 1988   | Atlanta, Georgia                | Estados Unidos      | The Omni                  |
| 26 de marzo de 1988   | Lexington, Kentucky             | Estados Unidos      | Rupp Arena                |
| 28 de marzo de 1988   | Detroit, Míchigan               | Estados Unidos      | Joe Louis Arena           |
| 29 de marzo de 1988   | Detroit, Míchigan               | Estados Unidos      | Joe Louis Arena           |
| 1 de abril de 1988    | Uniondale, Nueva York           | Estados Unidos      | Nassau Coliseum           |
| 2 de abril de 1988    | Uniondale, Nueva York           | Estados Unidos      | Nassau Coliseum           |
| 4 de abril de 1988    | Landover, Maryland              | Estados Unidos      | Capital Centre            |
| 5 de abril de 1988    | Landover, Maryland              | Estados Unidos      | Capital Centre            |
| 12 de abril de 1988   | Houston, Texas                  | Estados Unidos      | The Summit                |
| 13 de abril de 1988   | Houston, Texas                  | Estados Unidos      | The Summit                |
| 15 de abril de 1988   | Austin, Texas                   | Estados Unidos      | Frank Erwin Center        |
| 17 de abril de 1988   | San Luis, Misuri                | Estados Unidos      | St. Louis Arena           |
| 20 de abril de 1988   | Denver, Colorado                | Estados Unidos      | McNichols Arena           |
| 22 de abril de 1988   | Los Ángeles, California         | Estados Unidos      | Los Angeles Sports Arena  |
| 23 de abril de 1988   | Los Ángeles, California         | Estados Unidos      | Los Angeles Sports Arena  |
| 25 de abril de 1988   | Los Ángeles, California         | Estados Unidos      | Los Angeles Sports Arena  |
| 27 de abril de 1988   | Los Ángeles, California         | Estados Unidos      | Los Angeles Sports Arena  |
| 28 de abril de 1988   | Los Ángeles, California         | Estados Unidos      | Los Angeles Sports Arena  |
| 2 de mayo de 1988     | Mountain View, California       | Estados Unidos      | Shoreline Amphitheatre    |
| 3 de mayo de 1988     | Mountain View, California       | Estados Unidos      | Shoreline Amphitheatre    |
| 5 de mayo de 1988     | Tacoma, Washington              | Estados Unidos      | Tacoma Dome               |
| 6 de mayo de 1988     | Tacoma, Washington              | Estados Unidos      | Tacoma Dome               |
| 9 de mayo de 1988     | Bloomington, Minnesota          | Estados Unidos      | Met Center                |
| 10 de mayo de 1988    | Bloomington, Minnesota          | Estados Unidos      | Met Center                |
| 13 de mayo de 1988    | Nueva York                      | Estados Unidos      | Madison Square Garden     |
| 16 de mayo de 1988    | Nueva York                      | Estados Unidos      | Madison Square Garden     |
| 18 de mayo de 1988    | Nueva York                      | Estados Unidos      | Madison Square Garden     |
| 22 de mayo de 1988    | Nueva York                      | Estados Unidos      | Madison Square Garden     |
| 23 de mayo de 1988    | Nueva York                      | Estados Unidos      | Madison Square Garden     |
| Europa                |                                 |                     |                           |
| 11 de junio de 1988   | Turín                           | Italia              | Stadio Comunale di Torino |
| 13 de junio de 1988   | Roma                            | Italia              | Piazza di Spagna          |
| 15 de junio de 1988   | Roma                            | Italia              | Stadio Flaminio           |
| 16 de junio de 1988   | Roma                            | Italia              | Stadio Flaminio           |
| 18 de junio de 1988   | París                           | Francia             | Chateau de Vincennes      |
| 19 de junio de 1988   | París                           | Francia             | Hippodrome de Vincennes   |
| 21 de junio de 1988   | Birmingham                      | Inglaterra          | Villa Park                |
| 22 de junio de 1988   | Birmingham                      | Inglaterra          | Villa Park                |
| 25 de junio de 1988   | Londres                         | Inglaterra          | Wembley Stadium           |
| 28 de junio de 1988   | Róterdam                        | Países Bajos        | Feyenoord Stadion         |
| 29 de junio de 1988   | Róterdam                        | Países Bajos        | Feyenoord Stadion         |
| 2 de julio de 1988    | Estocolmo                       | Suecia              | Stockholm Olympic Stadium |
| 3 de julio de 1988    | Estocolmo                       | Suecia              | Stockholm Olympic Stadium |
| 7 de julio de 1988    | Dublín                          | Irlanda             | RDS Arena                 |
| 9 de julio de 1988    | Sheffield                       | Inglaterra          | Bramall Lane              |
| 10 de julio de 1988   | Sheffield                       | Inglaterra          | Bramall Lane              |
| 12 de julio de 1988   | Frankfurt                       | Alemania Occidental | Waldstadion               |
| 14 de julio de 1988   | Basilea                         | Suiza               | St. Jakob Stadium         |
| 17 de julio de 1988   | Múnich                          | Alemania Occidental | Olympia Reitstadion Riem  |
| 19 de julio de 1988   | Berlín Este                     | Alemania Oriental   | Radrennbahn Weissensee    |
| 22 de julio de 1988   | Berlín Oeste                    | Alemania Occidental | Waldbühne                 |
| 25 de julio de 1988   | Copenhague                      | Dinamarca           | Idraetsparken             |
| 27 de julio de 1988   | Oslo                            | Noruega             | Valle Hovin               |
| 30 de julio de 1988   | Bremen                          | Alemania Occidental | Weserstadion              |
| 2 de agosto de 1988   | Madrid                          | España              | Estadio Vicente Calderón  |
| 3 de agosto de 1988   | Barcelona                       | España              | Camp Nou                  |